# 中村中
中村中（1985年6月28日—），為日本歌手、作曲家、演員；出生於日本東京都。所屬公司為avex trax、P-PRO Entertainment。

## 簡介
- 年幼時開始接觸音樂。變得喜歡音樂的契機是歌謠曲。據說是聽著母親哼唱的研直子的「泣かせて」。
- 十多歲時開始自學鋼琴。以前在千葉縣成田市居住的時候，由中學時代的老師指導音樂，15歲時開始填詞作曲。自中學三年級開始路上的街頭表演，開始成為街頭音樂家。後來從高校中途退學，正式開始音樂活動。
- 2004年
  - 3月28日、第5回葛飾Band Festival獲得最高賞。同時在同一大會上獲得獨唱獎是史上首次的。
  - 11月、YAMAHA音樂振興會（日语：ヤマハ音楽振興会）主辦的TEEN'S MUSIC FESTIVAL 2004的全國大會中出場。之後，在YAMAHA旗下以獨立音樂人身份製作樂曲、live house等繼續實況錄音。

- 2005年
  - 4月20日、GO!GO!7188（日语：GO!GO!7188）的業餘愛好音樂家致敬專輯「WHO PLAYS A GO-GO? ～GO!GO!7188 Amateur Tribute Album～」中獻唱「雨のち雨のち雨」。
  - 6月28日、P-PRO Music所推出的indes專輯「友達の詩」發售。

- 2006年
  - 2月22日為岩崎宏美所發行的專輯「Natural」提供樂曲「友達の詩」。盡顯作家的才華。
  - 6月28日、在自己的21歲生日當天推出單曲「汚れた下着」在avex trax旗下正式出道。於發售前五日（6月23日）將未發表曲「愚痴」，以手機鈴聲形式先行限定下載。
  - 8月11日－8月13日、舞台劇「Radiogenic Leading・Spectacle 優雅的秘密」、13日在『Radiogenic Leading・Spectacle 優雅的秘密 特別公演苫小牧Special下町日和』中擔任『ディーバ』一角，首次以舞台演員身份出道。
  - 8月26日、在「a-nation'06」中擔任開幕主唱。
  - 9月6日、將Indies時代的樂曲「友達の詩」作為第二張單曲發售。
  - 9月11日、在其官方網頁中發表自己患有性別認同障礙。此事件之後被日本報章「Sport 報知」的藝能版上揭載，其後受到不少電視節目的注目。
  - 9月29日、在富士電視台的音樂節目『僕らの音楽』中以特輯形式出現。
  - 10月5日、在劇集『為己而生（日语：私が私であるために）』播出之前，以500日圓，限定一萬張的"劇集出演記念版"形式，推出單曲「友達の詩」。
  - 10月10日、在日本電視台『Drama Complex』時段播出的『為己而生』中飾演一名患有性別認同障礙的歌手。
  - 11月8日、在每日放送的節目『ちちんぷいぷい』中現場演出。並現場演唱了「友達の詩」及歌手Chiakinaomi的「喝采」。之後在訪問中談及了其性別認同障礙的經過。
  - 11月15日、首次成為劇集主題曲的第三張單曲『私の中の「いい女」』發售。此外AAA於同日發售的單曲「Chewing Gum」亦是由其提供樂曲，而且更出演了該曲的Promotion Video。

- 2007年
  - 1月1日、首張大碟『天までとどけ』發售。
  - 2月21日、將大碟中的其中一曲『風になる』以單曲形式另行發售。翌日2月22日將未發表過的新曲「まだ熱いくちびる」，以手機鈴聲形式限定下載。
  - 6月8日、在TBS的節目『中居正広の金曜日のスマたちへ』中以特輯形式出現。
  - 6月27日、第五張單曲『リンゴ売り』發售。
  - 10月10日、在富士電視台的節目『笑っていいとも!』中的「Telephone Shocking Corner」中現場出演。
  - 11月16日、第三次舉行「一人Live」以仙台市民會館小Hall作為首站，初次在日本全國舉行巡迴現唱的『中村中 LIVE 〜愛されたくて生まれた〜』開始。
  - 11月21日、第六張單曲『裸電球』發售。
  - 12月5日、第二張大碟『私を抱いて下さい』發售
  - 12月31日、將會於第58回NHK紅白歌合戰演出。雖然其在戶籍上的性別為男性但會以Solo歌手身份在紅組（女歌手組）出場。這也是紅白歌合戰史上的首次。

## 個人
- 父母在其年幼時已離婚，由母親撫養長大。還有兄姊兩人。
- 在東京都出身，但在雙親離婚後曾住在千葉縣的成田市。
- 她是一名跨性別者，在戶籍上雖然是男性，但是精神上及外表是女性。但是其本人卻說「沒有作為男性的感覺，也沒有作為女性的實質感。」本人對於自己的性別感到困擾是從小學時，遇上了喜歡的男生開始。她亦因為此事而開始被同級生欺負。
- 尊敬的歌手有千秋直美、槇原敬之、大黑摩季、小田和正、森山直太朗等，而且喜歡聽由男性歌手唱的情歌。槇原敬之更對於她來說「像神的存在般」。她也在自己的Live中演唱了槇原的「THE END OF THE WORLD」。
- 2006年開始以舞台劇演員身份活動。並且說過「演技和唱歌同樣有把握」，認為作為表演者，歌手和演員也是一樣的。

## 音樂作品

### 單曲
各自分CD及CD+DVD兩形態發售。
1. 汚れた下着（2006年6月28日發行）
2. 友達の詩（2006年9月6日發行）
2006年10月5日再次以"劇集出演記念版"形式發售。
3. 私の中の「いい女」（2006年11月15日發行）
4. 風になる（2007年2月21日發行）
從專輯「天までとどけ」抽出的歌曲單行版
5. リンゴ売り（2007年6月27日發行）
6. 裸電球（2007年11月21日發行）
7. 風立ちぬ（2008年7月9日發行）
8. 事勿れ主義（2008年12月17日發行）
9. 家出少女（2010年6月2日發行）
10. ずっと君を見ている（2012年2月8日發行）
11. 幾歳月（2014年6月4日發行）
12. ここにいるよ（2015年6月24日發行）

### 專輯
1. 天までとどけ（2007年1月1日發行）
分為CD、CD+DVD兩種發行方式
2. 私を抱いて下さい（2007年12月5日發行）
分為CD、CD+DVD兩種發行方式
3. あしたは晴れますように（2009年2月25日發行）
4. 少年少女（2010年9月22日發行）
5. 聞こえる（2012年4月18日發行）
6. 世界のみかた（2014年9月3日發行）
分為CD、CD+DVD兩種發行方式
7. 去年も、今年も、来年も、（2015年11月18日發行）

### 精選
1. 若気の至り（2011年5月11日發行）
分為CD、CD+DVD兩種發行方式

### 自翻唱專輯
1. 二番煎じ（2011年5月11日發行）

### 參加作品
- WHO PLAYS A GO-GO? ～GO!GO!7188 Amateur Tribute Album～（2005年4月20日發售）

於データリーフ以網上限定販賣、現在已販賣完畢。
M-6「雨のち雨のち雨」收錄

### 線上音樂
鈴聲下載網站「mu-mo」販賣的手機鈴聲
1. 愚痴（2006年6月23日）
2. まだ熱いくちびる（2007年2月22日）

### Indies
自主制作版、現在已停止出售
- 松竹梅（2004年發行）
- 友達の詩（2005年6月28日發行）

### 作品提供
- 岩崎宏美「友達の詩」（2006年）
- AAA「口香糖」（2006年）

### DVD
- 優雅な秘密（2007年2月21日發行）
- 私が私であるために（為了自己）（2007年2月21日發行）

### 未發表歌曲
超過一百首在出道前寫下的歌曲還未有正式推出，主要在Live時演唱。
- 未来の僕へ
- Nostalgie
- 煙草
- 素直になれたのに
- 可愛くなれない
- 「立入禁止」の向こう側
- 貴方のために出来る事。
- 私の味方
- 肩越しの景色
- さよならは言わないで
- 廃れた玩具
- 線香花火
- 側にいる事。
- 時代遅れの恋人たち
- ただ涙
- ゆりかご

## 演出

### 電視劇
- ドラマ・コンプレックス（DRAMA COMPLEX）「私が私であるために」（為己而生）飾演 蓮見 凛（日本電視台、2006年10月10日播放）

### 舞台劇
- 「Radiogenic Leading・Spectacle 優雅的秘密」飾演ディーバ（2006年8月11日－8月13日）
- 「Radiogenic Leading・Spectacle 優雅的秘密 特別公演苫小牧Special 下町日和」飾演ディーバ（2006年8月13日）
- 「Rock・Musical Hedwig and the Angry Inch」飾演イツァーク（2007年2月15日－3月4日公演）
- 「Radiogenic Leading・Spectacle 下町日和 ～人情編～」飾演ディーバ（2007年）
- 「牡丹燈籠」飾演 お雪（歌手）（2008年）

## 無線電台節目
- 中村中的All Night Nippon（日本放送、2006年10月4日、2007年1月4日放送）

## 現場表演
- 株主總會Secert Live（avex trax、2006年6月25日）

## 伴奏樂隊
- 浦清英（鍵盤、Saxophone）
- 林由恭（Bass）
- 伊藤悠甫（結他、大提琴）
- 朝倉琢也（鼓）

## 外部連結
- 恋愛中毒 中村中官方網頁（页面存档备份，存于）
- mu-mo 藝人官方網頁
- P-PRO Entertainment官方網頁
- P-PRO Music藝人官方網頁
- YAMAHA MUSIC QUEST藝人官方網頁